# Jura Zojfer
Jura Zojfer (ukr. Ю́ра Зо́йфер, nje. Jura Soyfer) (Harkiv, 8. prosinca 1912. – sabirni logor Buchenwald, 16. veljače 1939.), austrijski pjesnik i novinar podrijetlom ukrajinski Židov. 
Radio je kao politički novinar, a u svom umjetničkom radu je pisao djela za kabaret.
Jura Zojfer je bio sin industrijalca Vladimira Zojfera i njegove supruge Ljube, iz jedne dobrostojeće židovske obitelji, koja je zapošljavala francuske i engleske guvernante za njega i njegovu stariju sestru Tamaru. 
Bježeći pred boljševičkom revolucijom je njegova obitelj 1918. napustila Harkiv, i otišla u Rostov, zatim Tbilisi (ondašnji Tiflis), Carigrad i na koncu se našla u gradiću Badenu blizu Beča.
U mladoj dobi je, još s 15 godina, počeo proučavati socijalistička djela i postao marksistom. 1927. se pridružio Verband der Sozialistischen Mittelschüler-u (Društvu socijalističkih srednjoškolaca). 1929. je postao članom Politischen Kabarett der Sozialdemokraten (Socijaldemokratskog političkog kabareta), gdje je razvio svoje spisateljske sposobnosti za pozornicu.
Od 1931. je pisao dvije tjedne satiričke rubrike, jednu u Arbeiter-Zeitungu, a drugu u socijalističkom tjedniku Der Kuckuck, zatim članke za socijaldemokratski list Politische Bühne.
Prvi put je uhićen u prosincu 1937., jer su ga pogrešno vjerovali da je on Franz Marek, čelnik Komunističke stranke Austrije. Kad se otkrilo da je i Zojfer pisao djela koja su bila inkriminirajuća, zatočilo ga se na tri mjeseca. 17. veljače 1938. ga se pustilo na slobodu kao dio amnestije političkih zatvorenika. Bio je slobodan samo 26 dana.  Idući put ga je Gestapo uhitio 13. ožujka 1938. nekoliko metara od austrijsko-švicarske granice kod St. Antonien Joch poviše Gargellena. Potom je bio interniran u sabirni logor Dachau do rujna iste godine, gdje je sreo skladatelja Herberta Zippera, s kojim je zajedno napisao djelo Dachaulied, kao oporuku i svjedočanstvo otpora i nade zbirku pjesama.
Potom su ga nacisti prebacile u sabirni logor u Buchenwaldu, gdje je umro od tifusa 16. veljače 1939. 
Od njegovih kazališnih komada, najpoznatiji je Der Weltuntergang (Kraj svijeta).

## Unutarnje poveznice
- Віталій Абліцов «Галактика «Україна». Українська діаспора: видатні постаті» – К.: КИТ, 2007. – 436 с.

## Vanjske poveznice
- (engl.) Sveučilište u Minnesoti Jura Zojfer
- (njem.) Životopis[neaktivna poveznica]